# Garig

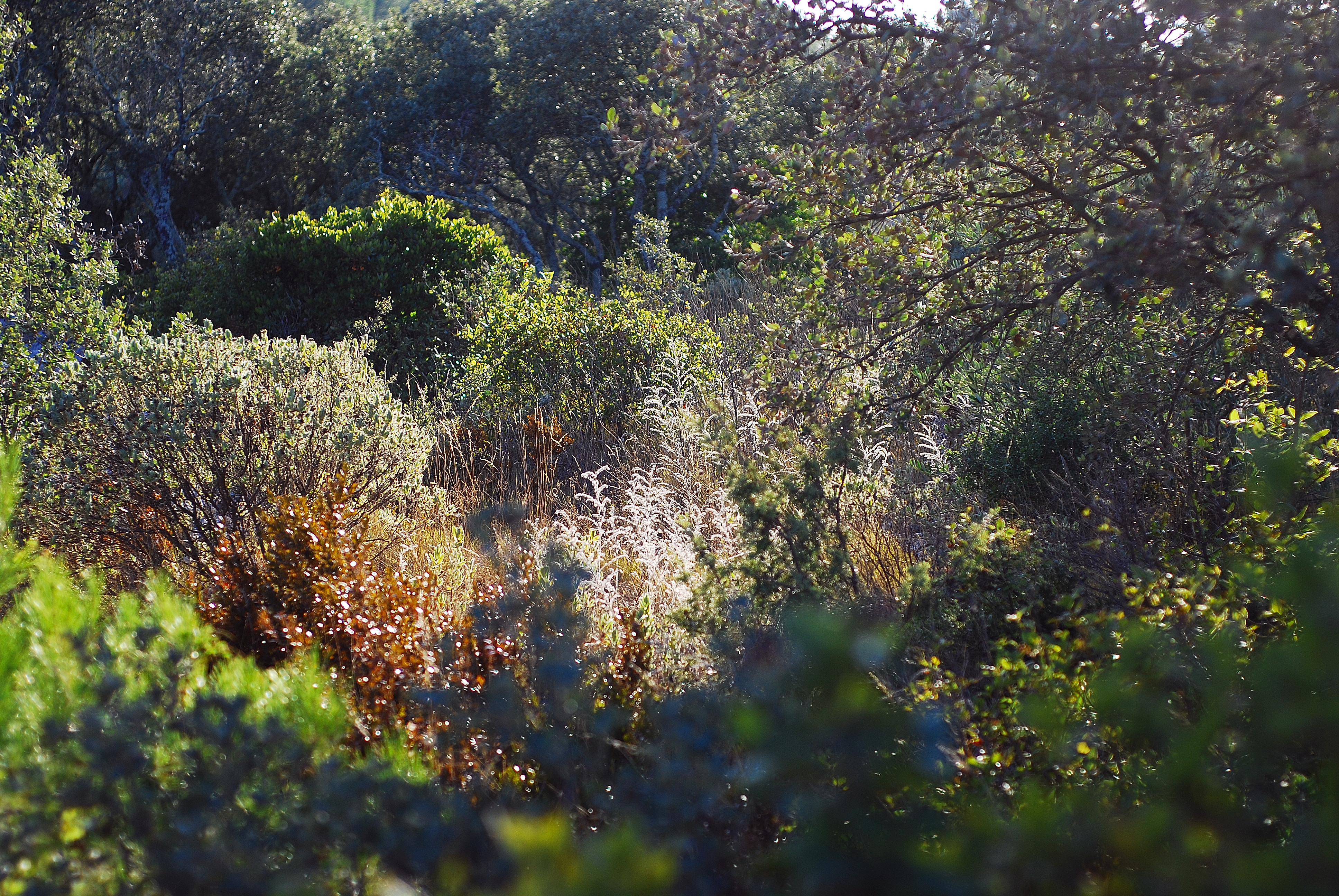
Garig nad Morzem Śródziemnym

Garig (z francuskiego garigue lub garrigue) – formacja roślinna występująca w klimacie śródziemnomorskim. Składa się głównie z zimozielonych, liściastych krzewów lub małych drzew. Kształtuje się na obszarach z podłożem skalistym lub wapiennym. Wiele z występujących tu krzewów jest kolczastych oraz aromatycznych (mięta, mirt czy wawrzynowate).
Garig tworzą rośliny dorastające zwykle do 1 (–2) m wysokości i rosnące w rozproszeniu. Niektóre kompleksy garigu są naturalne, inne powstały w wyniku degradacji lasów i makii.
Dla garigu charakterystyczne są takie gatunki jak: Thymus capitatus, Anthyllis hermanniae, Teucrium fruticans, Erica multiflora, Euphorbia dendroides, Convolvulus oleifolius oraz Euphorbia melitensis – endemiczny w Malcie. Często towarzyszą im geofity oraz terofity. 
Istnieje kilka typów garigu. Mogą występować kompleksy z przewagą między innymi wrzośców, macierzanki, przelotu lub mniej powszechne z dominacją wilczomleczu. Poza dominantami płaty te różnią się także strukturalnie i wysokością.